# Аміна Гуріб
Аміна Гураб-Факім (англ. Ameenah Gurib-Fakim; нар. 17 жовтня 1959) — маврикійська жінка-вчений в галузі біології та державний діяч. Президент і головнокомандувач Республіки Маврикій (2015—2018). У грудні 2014 року обрана кандидатом у президенти від Альянсу Лепеп. Після того, як Кайлаш Пурріаг подав у відставку 29 травня 2015 року, прем'єр-міністр Аніруд Джагнот і лідер опозиції Поль Беранже вітали її висунення, яке було одноголосно схвалено на черговому голосуванні в Національних зборах. 9 березня 2018 року оголосила про свою відставку, яка набрала чинності 12 березня внаслідок скандального звинувачення, пов'язаного з витратою грошових коштів з благодійної банківської картки на особисті потреби. 14 березня 2018 року служба президента оголосила, що Аміна Гураб-Факім відмовляється залишити посаду президента, всі витрачені гроші компенсовані, банківська картка була ненавмисно переплутана, оскільки у президента були 2 ідентичні картки від одного і того ж банку.

## Молодість і освіта
Народилася в селі Суринамі 17 жовтня 1959 року в родині Хассенідже Гуріб і Фірдаус Дургахі. Навчалася в початковій школі в Сен-Патріс. Потім переїхала в монастир Маєбург Лорето, де здобула свідоцтво про закінчення школи. Вона закінчила Університет Суррея в 1983 році зі ступенем бакалавра в галузі хімії. Після отримання докторського ступеня в галузі органічної хімії в університеті Ексетера повернулася додому в 1987 році, де влаштувалася роботу в Університеті Маврикію.

## Особисте життя
У 1988 році вийшла заміж за доктора Анвара Факім, який є хірургом. У неї двоє дітей: син і дочка. В даний час вона житель міста Quatre-Bornes на Маврикії. Вона живе з чоловіком, дітьми і зі своїми літніми батьками.

## Кар'єра
Гуріб-Факім є першою жінкою, обраною президентом Маврикію і є третьою жінкою, яка є главою держави Маврикій після Єлизавети II і Монік Осан-Бельп, яка була виконуючим обов'язки президента в 2012 році після відставки президента Аніруда Джагнота і в 2015 році після відставки Раджкесвура Пурріага. В даний час вона є керуючим директором ПРІК Рісеч Інновейшен (колишній Центр Фітотерапія досліджень), де займається дослідженням медичних і поживних наслідків місцевих рослин Маврикію. До цього вона була професором органічної хімії в університеті Маврикію (2001), де вона була потім деканом факультету науки і про-віце-канцлером (2004—2010). Вона також працювала в науково-дослідної раді Маврикію менеджером з досліджень (1995—1997). Служила головою Міжнародної ради з наукових союзом Регіональне відділення для Африки (2011—2014).
Гуріб-Факім отримала багато міжнародних нагород, включаючи премію Л'Ореаль-ЮНЕСКО для жінок у науці (2007 р.). Лауреат Національної Економічної і Соціальної Ради (2007), СТА / НЕПАД / АГРА / РЕФОРУМ «африканські Жінки в науці» і премії африканського союзу у справах жінок у науці. Вона є командиром ордена Зірки і ключа індійського океану (ЦСК) при тодішньому президентові Аніруде Джагноте в 2008 році за її внесок в освіту і науковий сектор. Нагороджена орденом «Шевальє де l'Орден Академічних пальм» урядом Франції в 2009 році. Після вступу на посаду президента їй була присуджена вища громадянська нагорода — Великий Командор Зірки і Ключа Індійського океану.
У грудні 2013 року Аміна Гуріб-Факім подала скаргу до Комісії щодо забезпечення рівних можливостей маврикійської мови, стверджуючи релігійну дискримінацію при розгляді її заявки на посаду проректора Університету Маврикію. Слідство виявило, що це було не так, але відзначило недоліки в процесі відбору. У доповіді назвали відсутність чітких критеріїв і листів для оцінки кандидатів. Гуріб-Факім урешті-решт покинула свою посаду професора в університеті і відкрила свій власний науковий центр, де вона є керуючим директором.